# Bassopiano della Jana e dell'Indigirka
Il Bassopiano della Jana e dell'Indigirka (in russo Яно-Индигирская Низменность?, Jano-Indigirskaja Nizmennostʼ) è una vasta zona pianeggiante estesa lungo le coste del Mare di Laptev e del Mare della Siberia orientale, nell'estremo nordest della Siberia nel territorio della Repubblica Autonoma della Sacha-Jacuzia.
Si tratta di un territorio generalmente piatto e paludoso, almeno nella stagione calda; visto il clima molto rigido, con caratteristiche artiche, è interamente interessata dal permafrost e, più in generale, il paesaggio è dominato da strutture geomorfologiche tipiche dell'ambiente glaciale.
Il bassopiano prende il nome dai due maggiori fiumi che la percorrono, la Jana e la Indigirka; altri fiumi di una certa importanza sono Omoloj, Čondon, Sanga-Jurjach, Selljach, Muksunuocha e Džagaryn, tributari del Mare di Laptev, Chroma e Gusinaja, tributari del Mare della Siberia Orientale.